# Luc Geismar
Pour les articles homonymes, voir Geismar.
Luc Geismar est un homme politique français, né le 1er novembre 1966 à Colmar. Il devient député de la cinquième circonscription de la Loire-Atlantique en août 2020, en remplacement de Sarah El Haïry, devenue secrétaire d'État du gouvernement Jean Castex chargée de la Jeunesse et de l'Engagement. Luc Geismar est réélu pour un second mandat en qualité de suppléant de Sarah El Haïry en juin 2022, avant de retrouver son siège à l'Assemblée nationale jusqu'en juin 2024.

## Biographie
Il est député depuis le 27 août 2020 au sein du groupe MoDem. D'abord membre de la commission des finances, de l'économie générale et du contrôle budgétaire - celle de sa prédécesseur - il intègre la commission des affaires culturelles et de l'éducation en octobre 2020.
Lors des élections régionales de 2021, il est candidat en cinquième position sur la liste de François de Rugy. La liste arrivant en 4e position avec 11,9 % des suffrages exprimés au premier tour, et 8,2 % au second tour, Luc Geismar n'est pas élu au conseil régional des Pays-de-la-Loire.
Le 8 novembre 2021, le Premier ministre Jean Castex lui confie une mission gouvernementale relative au fonctionnement et l'organisation de l'enseignement agricole en collaboration avec la députée Catherine Osson. 
Il redevient député le 5 août 2022. Comme pendant la précédente législature, il rejoint le groupe démocrate, MoDem et indépendants et intègre la commission des Finances, de l'économie générale et du contrôle budgétaire.
Il fait le choix en juin 2024 de ne pas se représenter aux législatives sur la 5e circonscription de Loire Atlantique (Nantes Est, Carquefou, Nort-sur-Erdre) pour ensuite se présenter à la même élection en qualité de suppléant de la députée sortante Sandrine Josso sur la 7e circonscription de Loire Atlantique (La Baule - Guérande - Pontchâteau).

## Prise de position
Lors du débat sur les retraites en février 2023 il déclare dans l’hémicycle de l’Assemblée nationale :
« Nupes c'est l'anagramme de pneus : c'est creux, c'est plein de vent et après moins d'un an c'est totalement lisse, cela ne tient plus la route et cela finira par crever ».
Cette prise de parole sera sélectionnée par le jury du prix « Press Club, Humour et Politique », qui décerne le prix de l'humour politique d'une femme ou d'un homme politique.